# Jonas Colting
Jonas Colting né le 8 juin 1973 à Göteborg en Suède est un triathlète professionnel, double champion de Suède longue distance de triathlon (1996 et 2003) et vainqueur sur compétition Ironman. Il pratique également le triathlon extrême et le swimrun et remporte plusieurs fois la rencontre internationale d'Ö till ö.

## Palmarès

### Triathlon
Le tableau présente les résultats les plus significatifs (podium) obtenus sur le circuit national et international de triathlon depuis 1996,.
| Année | Compétition                                        | Pays             | Position           | Temps            |
| ----- | -------------------------------------------------- | ---------------- | ------------------ | ---------------- |
| 2010  | Ultraman Triathlon                                 | États-Unis       | Médaille d'argent  | 22 h 19 min 54 s |
| 2007  | Championnat d'Europe longue distance               | Belgique         | Médaille d'argent  | 3 h 42 min 39 s  |
| 2007  | Ultraman Triathlon                                 | États-Unis       | Médaille d'or      | 21 h 59 min 44 s |
| 2007  | Championnats de Suède de triathlon                 | Suède            | Médaille d'or      | Timing           |
| 2006  | Norseman Xtreme Triathlon                          | Norvège          | Médaille de bronze | Timing           |
| 2004  | Championnat du monde longue distance               | Suède            | Médaille d'argent  | 5 h 46 min 57 s  |
| 2004  | Ultraman Triathlon                                 | États-Unis       | Médaille d'or      | 21 h 41 min 49 s |
| 2003  | Championnats de Suède de triathlon longue distance | Suède            | Médaille d'or      | Timing           |
| 2002  | Ironman Nouvelle-Zélande                           | Nouvelle-Zélande | Médaille d'argent  | 8 h 36 min 14 s  |
| 2001  | Championnat du monde longue distance               | Danemark         | Médaille de bronze | 8 h 26 min 32 s  |
| 2001  | Fredericia Triathlon                               | Danemark         | Médaille de bronze | 8 h 26 min 32 s  |
| 1996  | Ironman Suède                                      | Suède            | Médaille d'or      | 8 h 30 min 50 s  |
| 1996  | Championnats de Suède de triathlon longue distance | Suède            | Médaille d'or      | Timing           |

### Swimrun
| Année | Compétition | Pays  | Équipier      | Position      | Temps           |
| ----- | ----------- | ----- | ------------- | ------------- | --------------- |
| 2008  | Ö till ö    | Suède | Pasi Salonen  | Médaille d'or | 10 h 14 min 0 s |
| 2009  | Ö till ö    | Suède | Martin Flinta | Médaille d'or | 8 h 53 min 5 s  |
| 2010  | Ö till ö    | Suède | Gordo Byrn    | Médaille d'or | 9 h 9 min 15 s  |